# Раперсвілен
Раперсвілен (нім. Raperswilen) — громада  в Швейцарії в кантоні Тургау, округ Кройцлінген.

## Географія
Громада розташована на відстані близько 145 км на північний схід від Берна, 14 км на північний схід від Фрауенфельда.
Раперсвілен має площу 7,7 км², з яких на 5,3% дозволяється будівництво (житлове та будівництво доріг), 67,2% використовуються в сільськогосподарських цілях, 27,2% зайнято лісами, 0,3% не є продуктивними (річки, льодовики або гори).

## Демографія
2019 року в громаді мешкало 413 осіб (+4% порівняно з 2010 роком), іноземців було 10,7%. Густота населення становила 54 осіб/км².
За віковим діапазоном населення розподілялося таким чином: 19,6% — особи молодші 20 років, 61,3% — особи у віці 20—64 років, 19,1% — особи у віці 65 років та старші. Було 177 помешкань (у середньому 2,3 особи в помешканні).
Із загальної кількості 176 працюючих 70 було зайнятих в первинному секторі, 46 — в обробній промисловості, 60 — в галузі послуг.